# Лоренсу, Жоау
Жоау ду Матош Моура Лоренсу (порт. João de Matos Moura Lourenço; род. 8 апреля 1942, Алкобаса) — португальский футболист, бронзовый призёр чемпионата мира (1966).

## Игровая карьера
Лоренсу начал карьеру в клубе «Алкобаса», в котором отыграл один сезон. Затем он перешёл в клуб «Академика», в котором отыграл три сезона.
Летом 1964 года перешёл в лиссабонский «Спортинг», став важной частью команды, в составе которой выиграл 2 чемпионских титула и 2 Кубка Португалии. Лоуренсу известен тем, что в октябре 1965 года в выездном матче с «Бенфикой» забил 4 гола за матч и помог команде выиграть матч со счётом 4:2.
Завершил карьеру игрока по окончании сезона 1971/72 в возрасте 30 лет.
В составе сборной Португалии был участником ЧМ-1966, на котором португальцы завоевали бронзовые медали, но на самом турнире не играл.

## Достижения
«Спортинг»
- Чемпион Португалии (2): 1965/66, 1969/70
- Кубок Португалии (2): 1970/71, 1972/73